# 正院町
正院町（しょういんまち）は、石川県珠洲郡に存在した町。

## 地理
- 現在の珠洲市の東部にあたる。
- 水田と山林が全面積の4割ずつを占めていた。
- 農業以外の副業では、漁業、藁製品製造、蚕糸生産などがあった。
- 河川：金川
- 池：猿谷池、蛸島大池

## 歴史
- 平安時代末期から - 「珠々正院」の地名が当地に存在。
- 南北朝時代から - 「正院郷」が当地に存在。
- 1889年（明治22年）4月1日 - 町村制の施行により、珠洲郡正院村、川尻村、小路村、飯塚村及び岡田村を廃し、その区域をもって珠洲郡正院村を設置する。
- 1909年（明治42年）- 正院農業補習学校が設立する。
- 1941年（昭和16年）11月3日 - 珠洲郡正院村を廃し、その区域をもって珠洲郡正院町を設置する。
- 1954年（昭和29年）7月15日 - 珠洲郡飯田町、宝立町、正院町、上戸村、直村、若山村、蛸島村、三崎村及び西海村を廃し、その区域をもって珠洲市を設置する。5大字は正院町を冠して珠洲市の町に継承。川尻の区域の一部を正院町平床に設定する。

## 人口
| 年                 | 世帯数 | 人口  |
| ------------------ | ------ | ----- |
| 1889年（明治22年） | 665    | 3,226 |
| 1920年（大正9年）  | 523    | 2,664 |
| 1953年（昭和28年） | 654    | 3,612 |

## 交通
※いずれも現在の道路。
- 石川県道28号大谷狼煙飯田線
- 石川県道52号折戸飯田線
- 石川県道287号粟津正院線

## 教育
- 正院町立正院中学校
- 正院町立正院小学校
- 正院町立飯塚小学校